# Izmail (huyện)
Huyện Izmail (tiếng Ukraina: Ізмаїльський район, chuyển tự: Izmails’kyi raion) là một huyện của tỉnh Odessa thuộc Ukraina. Huyện Izmail có diện tích 1194 kilômét vuông, dân số theo điều tra dân số ngày 5 tháng 12 năm 2001 là 54550 người với mật độ 46 người/km2. Trung tâm huyện nằm ở Izmail.